# Jean-Baptiste Lafon
Jean-Baptiste Lafon (* 1766; † 1836) war ein französischer Geistlicher.
Lafon war einer der engagiertesten Agenten der Konter-Revolution in Frankreich und höchstwahrscheinlich Mitglied des Geheimbundes Chevaliers de la Foi. Er beteiligte sich an der Verbreitung der Exkommunikationsbulle des Papstes Pius VII. gegen Napoleon 1809 sowie an den Protesten gegen die Besetzung der päpstlichen Gebiete im selben Jahr. Bedingt durch diese Aktivitäten wurde er durch die kaiserliche Polizei verhaftet. Während seiner Haftzeit lernte er General Claude-François de Malet kennen. Am 23. Oktober 1812 versuchte er zusammen mit Malet und drei weiteren Personen, Napoleon durch einen Staatsstreich zu stürzen, welcher allerdings scheiterte. Ihm gelang neben Abbé Cajamano als einzigem die Flucht, wodurch er 1814 die Historie de la conjuration du général Malet veröffentlichen konnte. Neben Malet blieb er als Einziger mit der Verschwörung 1812 in Erinnerung.